# A Knight at the Opera
A Knight at the Opera è il terzo album in studio del gruppo musicale italiano Nanowar of Steel, pubblicato il 23 febbraio 2014.

## Descrizione
Il disco si compone di diciassette brani che spaziano tra inediti e alcuni composti negli anni precedenti e presentati in veste rimasterizzata.

## Tracce
1. A Knight at the Opera – 3:27
2. Tricycles of Steel – 3:30
3. Metal – 3:25
4. To Kill the Dragon You Need a Sword – 1:47
5. Fight the Dragon for the Village – 3:49
6. Poser – 4:34
7. Giorgio Mastrota – 4:10
8. King – 4:03
9. Power of the Power Pt. 2 (Potentia Magni Gladi COBETAM) – 1:35
10. The Number of the Bitch – 4:28
11. Il cacciatore della notte – 3:10
12. Feudalesimo e libertà – 5:06
13. True Metal of Steel – 3:45
14. Schwanzwald – 3:48
15. El campo de nabos – 3:48
16. Kitograd – 3:47
17. Хуйзбекистан – 3:48

Durata totale: 62:00

## Formazione
- Potowotominimak - voce e cori
- Mr. Baffo - voce e cori
- Mohamed Abdul - chitarra
- Gatto Panceri 666 - basso
- Uinona Raider - batteria